# Воробейня
Воробе́йня — село в Жирятинском районе Брянской области, административный центр Воробейнского сельского поселения. Расположено в 18 км к юго-западу от села Жирятино. Население — 263 человека (2010).
Имеется отделение почтовой связи, сельский Дом культуры, библиотека, пожарное депо. Остатки городища раннего железного века и древнеславянского поселения дохристианской эпохи (VIII—X вв.).

## История

### Древнерусский Воробиин
Является одним из старейших поселений на территории нынешней Брянщины. Первое упоминание города датируется 1147 годом (6655) в связи с походом князя Святослава Ольговича против Изяслава и Владимира Давыдовичей, который заняли его земли: « и оттуда иде Девягорску, иде заемъ вси Вятичи и до Брянескъ и до Воробиинъ, Подесьнье, Домагощь и Мценескь». Второе упоминание относится к 1160 (6668) году и связано с походом Изяслава Давыдовича на земли своих политических противников: «Но Изяславу же придоша Половци мнози и иде с ними к Воробеинъ и к Росусь и тудъ повоевавъ иде к сновцю своему ко Вщижю». Наиболее обоснованной версией относительно локализации Воробиина является версия Б. А. Рыбакова, согласно которой Воробиин находился на западной окраине села Воробейня. Городище расположено на западной окраине села Воробейня, на материковом останце левого берега реки Теремки (Теремушки, левый приток реки Пес), в урочище Городок. Округлая (диаметр 60 метров) площадка поселения укреплена валом (1 метр). Культурный слой (2 метра) содержит отложения эпохи железного века (юхновская культура). На поверхности городища встречены также единичные обломки древнерусской (XII—XIII вв.) гончарной керамики. Рядом расположено селище (1,5 га) с многочисленными материалами древнерусского (XII—XIII вв.) времени. Здесь помимо обломков гончарной керамики, шлаков, костей животных, найдены стеклянные браслеты. Памятник неоднократно обследовался археологами. Небольшие раскопки поселения провел в 1949 году Б. А. Рыбаков.

### Новое и Новейшее время
Храм Параскевы Пятницы упоминается с 1690 (последнее здание было сооружено в 1771; не сохранилось). Со второй половины XVIII века до 1781 года село входило в Почепскую (1-ю) сотню Стародубского полка (преимущественно казачье поселение).
С 1782 по 1918 гг. — в Мглинском уезде (с 1861 — административный центр Воробейнской волости); в 1918—1929 гг. — в Почепском уезде (с 1924 — в составе Балыкской волости). С 1929 года — в Жирятинском районе, а при его временном расформировании (1932—1939, 1957—1985 гг.) — в Почепском районе. До 2005 года являлось центром Воробейнского сельсовета.